# 勒維拉格吉多島
勒維拉格吉多島是美國阿拉斯加州的島嶼，屬於亞歷山大群島的一部分，島嶼長89公里、寬48公里，面積2,754公里，是美國第12大島嶼，2000年人口13,950，主要經濟活動有漁業、伐木和旅遊業。